# Vampyrer (film)
Vampyrer är en svensk thrillerfilm från 2008 med regi och manus av Peter Pontikis. I rollerna ses bland andra Jenny Lampa, Ruth Vega Fernandez och David Dencik.

## Om filmen
Inspelningen ägde rum i november 2007 med Patrick Sobieski som producent och Erik Persson som fotograf. Filmen klipptes av Hanna Lejonqvist och premiärvisades den 5 september 2008 och gavs ut på DVD året efter.

## Handling
Filmen handlar om två systrar, Vera och Vanja, som på ytan ser ut som vanliga tjejer, men som egentligen är vampyrer. Efter att en natt ha dödat en MC-gängmedlem tvingas systrarna fly och under samma natt berättar Vanja för sin syster att hon önskar lämna vampyrlivet bakom sig och bli en vanlig människa. Vera ställs med detta inför ett liv i ensamhet, men tänker göra allt för att hindra systern från att fullfölja sitt beslut.

## Rollista
- Jenny Lampa – Vera
- Ruth Vega Fernandez – Vanja
- David Dencik – taxichauffören
- Peter Järn – cyklist nummer ett
- Omid Khansari – filmvetaren
- Jörgen Persson  – cyklist nummer två
- Marcus Ovnell – Vanjas pojkvän
- Isabella Sobieski – sjuksköterska
- Ellen Fjæstad – tjej på fest
- Björn Ekdahl – DJ

## Mottagande
Filmen sågades av de flesta kritiker och har medelbetyget 2,0/5 på sajten Kritiker.se, baserat på fjorton recensioner. Filmkritikern Pidde Andersson har kallat filmen "den sämsta vampyrfilm som gjorts". Dagens Nyheters Helena Lindblad gav filmen en 2:a och skrev bland annat "Vampyrer” har ett plus, den är fantastiskt snygg med sina mörka, urbana bilder signerade Erik Persson där slitna symboler som regnvåt asfalt, neon, skarpbelysta tunnelbanenedgångar och övergivna parkeringsplatser får ett smått mytiskt skimmer. Ruth Vega Fernandez och Jenny Lampa är också extremt snygga, på det där lite slitna, franska nittiotalsviset med smutsigt hår och tunga ögonskuggor som man inte kan ta ögonen ifrån". Svenska Dagbladet och Malena Jansson gav filmen en 3:a och satte rubriken "Styrkan ligger i det enkla". I Expressen fick den en överkryssad geting av Mats Bråstedt och "inte ett enda rätt". På IMDB finns länkar till 14 externa recensioner av filmen, de flesta internationella (Quiet Earth, Film 365, Movietalk, OutNow, UKHorrorScene m.fl.)